# Língua kutchi
Kachhi (também escrita como Cutchi, Kutchhi ou Kachchhi,  (em Guzerate કચ્છી), (em cingalês: ڪڇي), em hindi:  कच्छी , em urdu:  کچھی) é uma Indo-Ariana falada na região Kutch que cobre o estads indiano de  Guzerate, bem como a província de Sind no Paquistão  São cerca de 866 mil falantes incluindo aqueles que vivem em Trinidad e Tobago
A língua se relaciona com  a língua guzerate  e com o sindi, tendo muito de seu vocabulário comum a essas duas línguas e ainda com o rajastani.

## Escrita
O Kachhi é normalmente escrito com uma versão modificada da escrita da língua guzerate. Muitos livros e revistas são publicados com essa escrita, incluindo o conhecido Vadhod ("interrogação"). Kachhi também se apresenta escrito por alguns falantes na versão Devanagari. Em tempos mais remoto s, a língua já foi expressa na extinta escrita Khojki. Mais recentemente, o Dr Rajul Shah, um doutor Ayurveda, psicólogo e grafólogo criou uma escrita própria para o idioma.  Trata-se de 40 símbolos para sons consoantes mais 7 para vogais e 18 para diacríticos para vogais.
No Paquistão o Kutchi é escrito na versão sindi do alfabeto Perso-Árabe, são 47 símbolos para sons consoantes.
Algumas pessoas na região ainda acreditam que a escrita da antiga Dolavira (em Guzerate) é uma herança do Kutchi e que tenha sido usada outrora por essa língua. Havia exemplos de textos em Kutchi no Museu Kutch (em Bhuj, Guzerate), os quais, porém, não mais existem.

### Conhecidos falantes
- Grande revolucionário, batalhador pela liberdade e fundador do movimento de não cooperação (Índia) - Pandit Shyamji Krishna Verma
- Fahmida Mirza, primeira “Speaker” da Assembléia Nacional do Paquistão.
- Famoso duo musical  Kalyanjibhai Anandjibhai
- Coreógrafo de Bollywood Vaibhavi Merchant
- Babla, fundador da Disco Dandia (dança popular sindi)
- Viju Shah, director musical
- Keshav Dutia
- Diretor e Produtor de Bollywood Vipul Amrutlal Shah
- Modelo mirim Hajra Nabila Karbani
- Salim Merchant
- Shekhar da dupla musical  Vishal-Shekhar